# Eggs Laid by Tigers
Eggs Laid by Tigers er et dansk band dannet i 2009, der har Jonas Westergaard, bas, klaver og vokal, (der når bandet Murder optræder live er han med på bas), Peter Bruun, trommer, guitar og vokal, (Django Bates trio med mere) og Martin Ullits Dahl, guitar, vocal, (aka Prins Nitram) i front, og bag sig er de yderligere fire musikere, når de optræder live Simon Toldam (klaver), Jimmy Nyborg (trompet), Anders Banke (saxofoner), Jacob Munck (trombone). Bandet baserer deres musik på digteren Dylan Thomas' tekster og navnet 'Eggs Laid by Tigers' har de taget fra Dylan Thomas, som beskrev sin kunst med ordene "I wrote endless imitations, though I never thought them to be imitations but, rather, wonderfully original things, like eggs laid by tigers."
Bandet er inviteret til at deltaget 100 års festen for Dylan Thomas, Do Not Go Gentle Festival i Swansea.

## Diskografi
- 2012 Under The Mile Off Moon
- 2014 This Red-eyed Earth der udgives på Dylan Thomas's 100 års fødselsdag